# Schiebekurve
Als Schiebekurve (engl. skid) wird in der Luftfahrt ein Kurvenflug bezeichnet, bei dem die Gierachse (Hochachse) nicht parallel zum Scheinlot steht, sondern zur Innenseite der Kurve abweicht (zu geringe Schräglage). In den meisten Fällen wird demnach die äußere Flugzeugseite stärker angeströmt als die der Kurve zugewandte. 
Das Gegenteil ist die Schmierkurve (engl. slip), bei der die Hochachse zur Außenseite geneigt ist und das Flugzeug wegen zu starker Schräglage nach innen "rutscht".

## Ursache
Der Grund für eine Schiebekurve ist, dass die Flugzeuglängsachse keine Tangente zu dem zu fliegenden Kreis bildet (und somit die Flugzeugnase in den Kreis zeigt), weil die geflogene Querneigung zu klein ist. Der Pilot wird darüber durch einen mit einer Kugellibelle (selten auch Inklinometer) kombiniertem Wendezeiger (engl. Turn and Bank) oder – beim Segelflugzeug – den Faden informiert. Bei der Schmierkurve zeigt das Flugzeugheck in den Kreis, die geflogene Querneigung ist also zu groß.

## Nachteile und Gefahren
Da ein Flugzeug, welches eine Schiebekurve fliegt, einen höheren Luftwiderstand erfährt als eines, das eine „saubere“ Kurve fliegt (Kugellibelle in der Mitte), steigt der Treibstoffverbrauch, um die gleiche Geschwindigkeit relativ zum Boden (engl. Ground Speed, GS) halten zu können, an. Dies wird dadurch hervorgerufen, dass die Flugzeuglängsachse nicht parallel zur Anströmrichtung steht, sondern in Richtung der Kurve gegenüber den Stromlinien abweicht (vgl. Schiebewinkel). Ferner führt eine nicht frontale Anströmung des Pitotrohres (auch pitotsches Anemometer) zu einer Falschanzeige der Geschwindigkeit relativ zur umgebenden Luft, was wiederum den Piloten irreführen kann. Im Extremfall kommt es zur Überschreitung der nicht zu überschreitenden Geschwindigkeit (VNE), wenn vorher bereits im gelben Bereich des Fahrtmessers geflogen wurde und der Pilot aufgrund der Falschanzeige in einer Schiebkurve die Triebwerksleistung erhöht, um die ursprüngliche Geschwindigkeit aufrechtzuerhalten, es dabei aber auch noch dazu kommt, dass die Beschleunigung der Leistungserhöhung einen höheren Betrag aufweist als die negative Beschleunigung des erhöhten Luftwiderstandes.

## Vorteile
Teilweise werden im Segelflug leichte Schmierkurven absichtlich geflogen (Faden leicht nach außen, Kugel der Libelle leicht nach innen), um einen stabilen Kurvenflug in Aufwinden (z. B. Thermik) mit kleinerem Ruderausschlag zu ermöglichen, was den Widerstand leicht reduziert. Das in der Schiebekurve auftretende retardierende Moment kann aber auch sinnvoll genutzt werden um z. B. ein Segelflugzeug vor der Landung zusätzlich zu verlangsamen (siehe auch: Seitengleitflug).

## Adäquate Gegenmaßnahmen
Da die Querlage meistens durch den gewünschten Kurvenradius gegeben ist, erfolgt die Korrektur in der Regel übers Pedal: Im Falle einer Schiebekurve muss der Pilot weniger, im Falle einer Schmierkurve mehr Seitenruder, also Pedal, geben. (Merkregel: „auf die Kugel treten“ bzw. beim Segelflugzeug „am Faden ziehen“.)